# Maria Giulia Confalonieri
Maria Giulia Confalonieri (Giussano, 30 de março de 1993) é uma desportista italiana que compete no ciclismo nas modalidades de pista e rota.
Ganhou uma medalha de bronze no Campeonato Mundial de Ciclismo em Pista de 2018 e quatro medalhas no Campeonato Europeu de Ciclismo em Pista entre os anos 2014 e 2019.

## Medalheiro internacional
| Campeonato Mundial | Campeonato Mundial         | Campeonato Mundial | Campeonato Mundial      |
| Ano                | Lugar                      | Medalha            | Competição              |
| ------------------ | -------------------------- | ------------------ | ----------------------- |
| 2018               | Apeldoorn ( Países Baixos) | Medalha de bronze  | Madison                 |
| Campeonato Europeu |                            |                    |                         |
| Ano                | Lugar                      | Medalha            | Competição              |
| 2014               | Baie-Mahault ( França)     | Medalha de bronze  | Perseguição por equipas |
| 2017               | Berlim ( Alemanha)         | Medalha de bronze  | Eliminação              |
| 2018               | Glasgow ( Reino Unido)     | Medalha de ouro    | Pontuação               |
| 2019               | Apeldoorn ( Países Baixos) | Medalha de ouro    | Pontuação               |

1. ↑  Competiu na rodada de classificação.

## Palmarés
2014
- 3.ª no Campeonato da Itália em Estrada

## Equipas
- Faren (2012-2014)
  - Faren-Honda Team (2012)
  - Faren-Let's Go Finland (2013)
  - Estado do México-Faren Kuota (2014)
- Alé Cipollini (2015)
- Lensworld (2016-2017)
  - Lensworld-Zannata (2016)
  - Lensworld-Kuota (2017)
- Valcar (2018-2019)
  - Valcar PBM (2018)
  - Valcar Cylance Cycling (2019)
- Ceratizit-WNT Pro Cycling[2] (2020)